# Palpomyia burmae
Palpomyia burmae är en tvåvingeart som beskrevs av Jean-Jacques Kieffer 1910. Palpomyia burmae ingår i släktet Palpomyia och familjen svidknott.
Artens utbredningsområde är Myanmar. Inga underarter finns listade i Catalogue of Life.